# Le Concert à la cour ou la Débutante

Le Concert à la cour ou la Débutante, AWV 11, est un opéra-comique en un acte du compositeur Daniel-François-Esprit Auber sur un livret d'Eugène Scribe et Mélesville, créé en 1824 à Paris.

## Historique

### Création
L'ouvrage est créé le 3 mai 1824 selon le livret publié chez Bezou la même année. Cependant, certaines dates rapportent également la première représentation au 5 mai 1824 ou au 3 juin 1824 au Théâtre Royal de l'Opéra Comique. On retrouve notamment cette mention sur la publication de la partition complète la même année, éditée chez Frère, et dans les Œuvres complètes de Scribe.

### Postérité

#### Représentations auXIXesiècle
L'opéra est régulièrement repris dans les années qui suivent. Il est notamment joué de très nombreuses fois au Théâtre des Arts de Rouen dans les années 1820 et 1830, intégré lors de beaucoup de représentations comme intermède ; il est également donné plusieurs fois au Havre et à Paris. Entre 1824 et 1838 il est joué deux-cent sept fois. Il a vécu deux reprises majeures : en 1842, l'ouvrage est donné quarante-deux fois et quinze autre fois entre 1851 et 1852. Dans sa totalité, l'opéra est joué deux-cent quarante-six fois à Paris.
À l'étranger, Le Concert à la cour est également beaucoup joué au cours du XIXe siècle. On le retrouve entre autres à Bruxelles, à Berlin, Budapest, Munich, Vienne ou Prague pour l'Europe et même à Rio de Janeiro pour l'extérieur. L'opéra a été traduit dans plusieurs langues afin de convenir au public de différents pays : allemand, suédois, danois ou hongrois. 
À l'instar d'Actéon, autre opéra-comique en un acte des mêmes compositeur et librettiste, l'ouvrage fait l'objet en 1824 de deux procès verbaux de censure de la part du Ministère de l'Intérieur, empêchant sa représentation.

#### Arrangements
L'ouvrage d'Auber a donné lieu à plusieurs reprises et détournements. Joseph Meissonnier fit des arrangements pour guitare de « morceaux détachés » en 1825. Joseph Küffner a produit un pot-pourri depuis les airs de l'opéra pour flûte et guitare, vraisemblablement en 1826. On retrouve également une Fantaisie-valse Sur le Concert de la Cour du compositeur Jacques-Louis Battman en 1873, arrangée pour piano. 

#### Période actuelle
L'air de Victor « Orpheline et sans espérance... Heureux celui à ses lois asservi » est donné dans deux concerts en 2020 à Paris et à Rueil-Malmaison. En 2022 est jouée une représentation de l'opéra avec un autre d'Auber et Sribe, Actéon, par les étudiants du Conservatoire de Paris.

## Description
Septième opéra d'Auber et quatrième avec Scribe, il est distribué en un seul acte, et sert de ce fait d'intermède à d'autres opéras pendant les entractes ou au sein de spectacles. Il s'agit d'une œuvre, en prose, de musique romantique. Le personnage du surintendant de musique Astucio, hypocrite et perfide, serait très vraisemblablement une caricature du compositeur italien Ferdinando Paër.

### Rôles
| Rôle                                | Voix          | Créateurs,                      |
| ----------------------------------- | ------------- | ------------------------------- |
| Frederic, prince allemand           | ténor         | Louis-Auguste Lemonnier         |
| Victor, jeune peintre               | ténor         | Louis-Antoine-Éléonore Ponchard |
| Adèle, cantatrice française         | soprano       | Antoinette-Eugénie Rigaud       |
| Astucio, Surintendant de la musique | ténor         | M. Vizentini                    |
| Carline, sa femme                   | mezzo-soprano | Marie-Julienne Boulanger        |
| Seigneurs de la cour, valets        |               |                                 |

### Résumé
Adèle, jeune cantatrice, se rend à la cour de Stuttgart pour essayer d'y obtenir une position de chanteuse. Elle y rencontre son ami Victor, peintre à la cour. Le surintendant Astucio refuse d'aider la jeune femme et la refuse durant l'audition. Le Prince trouve Adèle en larmes et lui arrange un rôle dans un ouvrage. Astucio fait encore rater la chose en conduisant l'orchestre de façon chaotique. Victor comprend le jeu du maître de musique, le fait partir, et accompagne au chant la jeune femme, qui assure sa place à la cour.

### Déroulement
La scène se passe à Stuttgart dans la Cour de Wurtemberg au début du XIXe siècle.
1. Ouverture
2. No.1 Air (Victor) « Orpheline et sans espérance »
3. No.2 Couplets (Carline) « Comme il me lançait »
4. No.3 Trio (Carline, Victor, Astucio) « Souffrez qu'ici »
5. No.4 Air (Adèle) « Entendez-vous »
6. No.5 Couplets (Le Prince) « Pourquoi pleurez »
7. No.6 Duo (Adèle, Victor) « Voici pour mon début »
8. No.7 Morceau d'ensemble « Enfants de Polymie »
9. No.8 Chœur final « Chacun dans ce monde »

## Enregistrements
- L'ouverture sur Auber. Ouvertures II, Naxos, 2019, dir. Dario Salvi avec l'Orchestre Philharmonique de Moravie, 1 CD[11].